# Дуджом Ринпоче
Дуджом Ринпоче (англ. Dudjom Rinpoche; 1904—1987) — современный буддийский учитель. Он родился в царском роду, и происходил от Ньятри Зангпо и Пуво Канам Депа, царя Пуво. Его отец — Каток Тулку Норбу Тензин, был известным тулку из монастыря Катог в восточном Тибете; его мать Намгьел Дролма происходит из рода Ратна Лингпы.

## Биография
Его Святейшество родился в год Водяного Дракона (1904), рано утром 10-го дня 6-го месяца в сопровождении многих знамений. Его предыдущее воплощение Дуджом Лингпа предсказал своим ученикам: «Ныне, в этот век упадка, ступайте в тайную землю Пемако. Кто уповает на меня, идите в том направлении! Я, старик, буду там прежде вас, молодых». Все произошло в точности, как и предсказывалось. Ему было три года, когда в нём признали воплощение Дуджома Лингпы. Поскольку Его Святейшество был непосредственной эманацией Дуджом Лингпы, он ясно помнил свои прошлые жизни.
Пхуктрул Гьюрме Нгедон Вангпо и лама Тубтен Чонджор из Линга пришли в Пемако и возвели его на трон.
Его Святейшество обучался чтению, письму и пяти мирским наукам. Он легко постигал все, что ни проходил, стоило лишь указать ему на предмет изучения. Он изучал много текстов и комментариев к ним, таких как Дом Сум (Свод Трех Видов Обетов), Чо Джук Бодхисаттва чарьяаватара и т. д.
- По словам ламы Кенраба, в пять лет он уже начал открывать терма.
- В течение 16-ти лет он учился у Пхуктрул Гьюрме Нгедон Вангпо — держателя учений предшествующего Дуджома Лингпы. От Кхьенце Ринпоче он получал тантрические учения (Гью, Лунг и Меннаг) из Сангва Ньинтиг, словно наполняемый сосуд. Он также получил и смог постичь «заново открытые учения» от Чжедрунг Тинле Чжампа Чжунгне из Ривоче и Гьюрме Нгедон Вангпо.

С первым ламой он прошел от Нгондро до Нгоши, изучив их полностью. Слушание «Шериг Дордже Нонпо Гью» раскрыло его собственную мудрость. Значение всех необъятных как океан тантр Ваджраяны и сложных моментов самопроизвольно прояснилось. Его Святейшество часто говорил: «Всеми своими знаниями я обязан тантре „Шериг Дордже Нонпо Гьюд“».
Нгедон Вангпо сказал ему: «Тердзод представляет активность Кхьенце и Конгтрула. Я пять раз передавал это учение, а ты передашь его десять раз. Глубокие учения предшествующих преподносились как мандала в руках „Держателей Богатств“. Как сейчас я исполнил указания моего учителя, так и ты используй свой опыт ради блага живых существ».
Посредством этого Его Святейшество достиг реализации. Он сам сказал, что в молодости у него было много различных видений, и его карма открывателя глубоких «сокровищ» пробудилась.
- В 13 лет он воочию узрел Гуру Ринпоче в форме Яб-Юм, получил наследие самопроявившегося учителя, не принадлежащего миру людей, дакини мудрости вручила ему желтые свитки, и он записал терма.
- От Тогден Тенпа он получил как Посвящения Ванг, так и передачу чтением Лунг на Дзогчен Ньинтиг Ябши, линии Ньошул Лунгток Тенпе Ньима.

Затем он направился в Центральный Тибет и от Чжедрунг Ринпоче из Ривоче — Дуджом Намке Дордже, он получил лунг на Кангьюр, Дам Нгаг Дзо, 17 тантр Дзогчен, Ньинтиг Ябши и т. д., и все учения Дзогчена. Он полностью их получил и считался его духовным сыном.
- Он также получил множество глубоких учений от Тулку Кунсанг Текчок Тенпе Гьялцена.
- От Нгакцун Гендун Гьяцо он получил все учения Пема Лингпы, Дзо Дун и другие. У Ваджрачарьи Миндролинга Намдрол Гьяцо он изучал ритуалы, мандалы, ритуальные песнопения, танцы и музыку традиции Тердаг Лингпы вместе с остальными учениями.
- От великого Кенпо Чжамдэ, известного также как Пенде Озёр (ученик Мипхама Ринпоче) он получил посвящения Ньингма Кама и Кагье, Лама Гонду Сангье Лингпы и Сангва Ньингпо в соответствии с традицией Зур; а также цикл Осел Сангва Ньинтиг. Он также получил многие тантрические комментарии, такие как великие комментарии самого Мипхама, Ньинтиг Ябши и т. д., таким образом, получив океан глубоких и подробных учений, Его Святейшество почитал Кенпо Чжамдэ за своего второго добрейшего ламу и принял у него обеты Пратимокши, Бодхисаттвы и Ваджраяны.
- Он также получил учения от великих существ, которые были учениками великого Кенпо Ньошул: Нгаванг Палсанга, Чатрал Сангье Дордже, Ламы Оргьен Ригдзина, Каток Чагца Тулку, Пулунг Сангье Тулку и других. Он как получал от них, так и передавал им учения. Выполняя практику самым серьёзным образом, он отправился в уединенное место, называемое Кенпа Джонг или Пунцог Гацел, и достиг завершения Ваджракилайи. Он практиковал весь постепенный Путь Дуджом Намчак Пудри.
- В Будда Це Пхук он совершил Це-Друб и его Це-чанг закипел. Он обрел благие знаки, когда практиковал гон-тер Дуддул Дроло [Дуджом Дордже Дроло гон-тер. В Паро Такцанг он открыл свои собственные новые терма: Пудри Рекпунг, Цокье Туктик и Кадро Туктик, основные части, которых он записал. Пытаясь сохранить старые терма, он не прилагал больших усилий к открытию новых терма. Вкратце, во всех святых местах, где он практиковал, он всегда обретал признаки достижений.

## Деятельность
Как и предсказали его учителя он передал Ринчен Тердзо десять раз, Пема Лингпа Чо Кор трижды, собрание учений предыдущего Дуджома Лингпы многократно; Джацон По Трук, полное посвящение и передача Ньингма Кама и бесчисленное множество других учений.
Его Святейшество написал около 23 томов различных гонг-тер и трактатов, которые все были изданы. Он также собрал все учения Кама традиции ньингма, как Джамгон Конгтрул собрал учения терма.
В Пемако он основал много новых монастырей как для гелонгов, так и для нгакпа. Он отредактировал много текстов. Сегодня в этой традиции и книги, и поток посвящений существуют и выживают только благодаря его безмерной доброте.
- В области Конгпо Его Святейшество восстановил храм Тадул Бучу Лхаканг и рядом с ним заново отстроил монастырь Зангдокпалри.
- Он воссоздал тантрический центр Ламы Линга,
- основал ретритный центр на Цо Пема,
- Цечу Гомпу в Дарджилинге,
- Дудул Рабтен Линг в Ориссе,
- и в Калимпонге он основал монастырь Зандокпалри.
- В Северной Америке он создал много Дхарма-центров под названием Еше Ньингпо,
- а также множество ретритных центров;
- в Европе основал Дордже Ньингпо в Париже,
- центр медитации и изучения Ургьен Самье Чолинг в Дордонье, Франция.
- Многие другие Дхарма-центры во всем мире находились под его руководством.

Всякий раз, когда он передавал учения в Тибете и Индии, такие великие учителя как два Ламы из Миндолинга, Трулшик Ринпоче, Чатрал Сангье Дордже Ринпоче и другие, приходили их получать. Среди всех высоких лам нет ни одного, кто бы не получил от него учений. Они все верили в его достижения. Среди его учеников были последователи ньингма из Тибета, Бутана, Индии и других стран.
Лодро Тайе, чья жизнь была исполнена активностью ста тертонов, сказал, что Будда Мопа Тайе (будущее воплощение Дуджома Ринпоче) осуществит активность тысячи будд и всех предыдущих жизней, и что у него будет много учеников благодаря своей силе Бодхисаттвы и своим молитвам.
Его Святейшество Дуджом Ринпоче вошел в паринирвану при многих чудесных знамениях 17 января 1987 года.